# レッドブル・ブラガンチーノ
レッドブル・ブラガンチーノ（ポルトガル語: Red Bull Bragantino）は、ブラジル・サンパウロ州パウリスタを本拠地とするサッカークラブ。旧名は「CAブラガンチーノ（ポルトガル語: Clube Atlético Bragantino）」。1928年1月8日に創設。2019年に欧州企業「レッドブル」が経営するレッドブル・ブラジルと合併し、2020年シーズンより現行名で正式登録。

## 概要
ホームスタジアムは17,022人収容のエスタジオ・ナビ・アビ・シェジド (通称：ナビゾン) 。シェジド家は長年にわたりブラガンチーノと密接な関係にある。ブラガンチーノの初代会長はアフィス、後継会長のなかには彼の息子であるジェズスとナビがおり、現在の会長はアフィスの孫にしてナビの息子にあたるマルキーニョ・シェジドである。ただし、レッドブル・グループと合併した2019年以降は、レッドブルの役員がCEO（最高経営責任者）として出向している。
1989年から1992年まで、ブラガンチーノは「時計じかけのソーセージ (Lingüiça Mecânica)」と呼ばれていた。これは映画『時計じかけのオレンジ』から名付けられ、ブラガンサ・パウリスタが伝統的にソーセージの産地であることにちなむ。
日本企業のヤンマーもスポンサーとして参加しており、2023年7月9日の対サンパウロFC戦で「ヤンマーデイ（Dia da Yanmar）」と名付けたブラジル初の冠試合を行った。

## 歴史
ブラガンサFC (Bragança Futebol Clube) の元メンバーたちにより1928年1月8日にCAブラガンチーノが創設された。
1949年、クラブはカンピオナート・パウリスタ2部に初参戦した。1965年に初めて1部に昇格したが、1966年には再び、2部に降格した。
1988年、ブラガンチーノはカンピオナート・パウリスタ2部に優勝した。1989年、カンピオナート・ブラジレイロ・セリエBに優勝したことで、カンピオナート・ブラジレイロ・セリエAに初昇格した。1990年、ブラガンチーノはカンピオナート・パウリスタの決勝でGEノヴォリゾンチーノを下して優勝した。この決勝はフィナウ・カイピラ（final caipira、田舎（田舎者）の決勝）と呼ばれた。
1991年、クラブはカンピオナート・ブラジレイロ・セリエAにて準優勝した。決勝ではサンパウロFCに敗れた。1992年、国際大会への初参戦となるコパCONMEBOL出場を果たす。コパCONMEBOLには1993年に2度目、1996年に3度目の出場を果たした。1995年、カンピオナート・パウリスタ2部に降格した。
1998年にカンピオナート・ブラジレイロ・セリエBへ降格したのち、2002年には、セリエCへ降格した。2005年、カンピオナート・パウリスタ1部に昇格。2007年にはカンピオナート・ブラジレイロ・セリエCで優勝したことにより、セリエBに昇格した。
2019年4月、オーストリアのグループ企業「レッドブル」が経営するレッドブル・ブラジルとの合併に向けた提携を開始。同シーズンは、アントニオ・カルロス・ザーゴが率いてカンピオナート・ブラジレイロ・セリエBで優勝を果たし、22年ぶりに翌2020年シーズンのブラジルトップリーグ・セリエAに昇格。そして新シーズンより改名したチーム名「レッドブル・ブラガンチーノ」（RB Bragantino）で正式に登録された。

## タイトル
- カンピオナート・ブラジレイロ・セリエB：2回
  - 1989、2019
- カンピオナート・ブラジレイロ・セリエC：1回
  - 2007
- カンピオナート・パウリスタ：1回
  - 1990
- カンピオナート・パウリスタ2部：2回
  - 1965, 1988

## 過去の成績
| セリエA優勝 | セリエA準優勝 | 上位リーグ昇格 | 下位リーグ降格 |
| シーズン | リーグ  | 順位 | 勝点 | 試合数 | 勝 | 分 | 敗 | 得点 | 失点 |
| -------- | ------- | ---- | ---- | ------ | -- | -- | -- | ---- | ---- |
| 2007     | セリエC | 1位  | 55   | 32     | 16 | 7  | 9  | 46   | 32   |
| 2008     | セリエB | 7位  | 57   | 38     | 16 | 9  | 13 | 47   | 41   |
| 2009     | セリエB | 9位  | 53   | 38     | 15 | 8  | 15 | 52   | 51   |
| 2010     | セリエB | 8位  | 53   | 38     | 13 | 14 | 11 | 52   | 37   |
| 2011     | セリエB | 6位  | 58   | 38     | 16 | 10 | 12 | 63   | 53   |
| 2012     | セリエB | 14位 | 44   | 38     | 12 | 8  | 18 | 45   | 53   |
| 2013     | セリエB | 12位 | 47   | 38     | 13 | 8  | 17 | 37   | 43   |
| 2014     | セリエB | 16位 | 46   | 38     | 13 | 7  | 18 | 45   | 55   |
| 2015     | セリエB | 6位  | 60   | 38     | 19 | 3  | 16 | 56   | 56   |
| 2016     | セリエB | 19位 | 32   | 38     | 8  | 8  | 22 | 30   | 54   |
| 2017     | セリエC | 8位  | 21   | 18     | 4  | 9  | 5  | 16   | 19   |
| 2018     | セリエC | 4位  | 35   | 22     | 9  | 8  | 5  | 25   | 18   |
| 2019     | セリエB | 1位  | 78   | 38     | 22 | 9  | 7  | 64   | 27   |
| 2020     | セリエA | 10位 | 53   | 38     | 13 | 14 | 11 | 50   | 40   |
| 2021     | セリエA | 6位  | 56   | 38     | 14 | 14 | 10 | 46   | 56   |
| 2022     | セリエA | 14位 | 44   | 38     | 11 | 11 | 16 | 49   | 59   |

## 歴代監督
- ヴァンデルレイ・ルシェンブルゴ（1989-1990）
- カルロス・アルベルト・パレイラ（1991）
- ジヴァニウド・オリヴェイラ（1993）
- ジュリオ・セザール・レアル（1995）
- ジョアン・カルロス（1995）
- マルコ・アウレリオ（2014-2015）
- 呂比須ワグナー（2015）
- トニーニョ・セシーリオ（2016）
- マルセロ・ヴェイガ（2016）
- エステヴァン・ソアレス（2016）
- アルベルト・フェリックス（2017）
- ロベルト・フォンセカ（2017）
- マルセロ・ヴェイガ（2017–2019）
- アントニオ・カルロス・ザーゴ（2019）
- ヴィニシウス・ムニョス（2020）（暫定）
- フェリペ・コンセイソン（2020）
- マウリシオ・バルビエリ（2020-2022）
- ペドロ・カイシーニャ（2023- ）

## 歴代所属選手
2019年以前の選手はCategory:CAブラガンチーノの選手を、2019年以降の選手はCategory:レッドブル・ブラガンチーノの選手も参照のこと。
- セルジオ越後（1971）
- エドゥ・マランゴン（1997）
- パウリーニョ（2009-2010）
- ハマゾッチ（2013）
- ムラーリャ（2015）
- ジェフェルソン・バイアーノ（2016）
- エジマル・クリチバ・フラガ（2019-2021）
- レオナルド・ヘシ・オルチス（2019- ）
- アルトゥール・ヴィクトル・ギマリャンイス（2020-2023）
- クレイトン・シヴェングベル（2020- ）
- アレランドロ・バラ・マンサ・ヘアリーノ・ジ・ソウザ（2020- ）
- ルーカス・エヴァンジェリスタ・サンターナ・ジ・オリヴェイラ（2021- ）
- エリク・ドス・サントス・ホドリゲス（2022- ）
- エリオ・ジュニオ・ヌネス・ジ・カストロ（2022- ）
- ティアゴ・ボルバス（2022- ）
- ルアン・カンジド・ジ・アウメイダ（2022- ）